# Gu Gai
Gu Gai (chinesisch 顧改 / 顾改, Pinyin Gù Gǎi; * 16. Mai 1989 in Pizhou, Xuzhou, Provinz Jiangsu) ist eine chinesische Para-Tischtennisspielerin. Bei Paralympischen Spielen gewann sie insgesamt sechs Medaillen, davon drei Goldmedaillen mit der Mannschaft und drei Silbermedaillen im Einzel. Außerdem ist sie mehrfache Asienmeisterin sowie Weltmeisterin. Sie ist Rechtshänderin und verwendet die europäische Shakehand-Schlägerhaltung.

## Titel und Erfolge im Überblick

### Paralympische Spiele
- 2008 in Peking: Silber in der Einzelklasse 5, Gold in der Mannschaftsklasse 4–5
- 2012 in London: Silber in der Einzelklasse 5, Gold in der Mannschaftsklasse 4–5
- 2016 in Rio de Janeiro: Silber in der Einzelklasse 5, Gold in der Mannschaftsklasse 4–5

### Asienmeisterschaften
- 2005 in Kuala Lumpur: Gold in der Einzelklasse 5, Gold in der Mannschaftsklasse 5
- 2007 in Seoul: Gold in der Einzelklasse 5, Gold in der Mannschaftsklasse 4–5
- 2009 in Amman: Silber in der Einzelklasse 5, Gold in der Mannschaftsklasse 4–5
- 2011 in Hongkong: Silber in der Einzelklasse 5, Gold in der Mannschaftsklasse 4–5
- 2015 in Amman: Silber in der Einzelklasse 5, Gold in der Mannschaftsklasse 4–5

### Asienspiele
- 2010 in Guangzhou: Gold in der Einzelklasse 5, Gold in der Mannschaftsklasse 4–5

### Weltmeisterschaften
- 2006 in Montreux: Silber in der Einzelklasse 5, Gold in der Mannschaftsklasse 5
- 2010 in Gwangju: Gold in der Einzelklasse 5, Gold in der Mannschaftsklasse 5

## Privat
Gu Gai ist mit Feng Panfeng verheiratet und lebt in Suzhou. Das Paar hat einen gemeinsamen Sohn.